# Rid of Me
Rid of Me (рус. Отделайся от меня) — второй студийный альбом PJ Harvey, выпущенный в мае 1993 года на лейбле Island Records.

## Запись
Поздней осенью 1992 года трио отправилось в короткий тур по США. Когда в декабре тур завершился, группа осталась в Америке, чтобы записать свой новый альбом в звукозаписывающей студии Pachyderm в Каннон-Фолс, штат Миннесота. Для записи альбома Харви выбрала чикагского музыканта и звукоинженера Стива Альбини. Харви нравились характерные «сырые» записи Альбини таких групп, как Pixies, Slint, The Breeders и The Jesus Lizard.
Сессия звукозаписи продолжалась чуть больше двух недель, но, по словам Полли Джин, основные треки были записаны за три дня. Большинство песен были сыграны в студии «вживую».
Вскоре после завершения записи Rid of Me альтернативная рок-группа Nirvana наняла Альбини, чтобы записать альбом, впоследствии названный In Utero. Он отослал им копию недавно завершённой записи как пример звучания студии.

## Музыка
С музыкальной точки зрения материал на Rid of Me «более сырой», чем на дебютном альбоме Харви Dry. На первом альбоме она экспериментировала с созвучием двух гитар (в Happy and Bleeding), и акустической гитарой (в Plants and Rags). Песни на Rid of Me тем не менее в основном сыграны на одной электрогитаре с использованием тяжелого дисторшна на многих треках. Также Полли использовала дисторшн для вокал на Hook и Yuri-G. В большинстве песен главные инструменты — лишь гитара, бас-гитара и ударные. Только на четырёх песнях с альбома присутствуют дополнительные инструменты (струнные в Man-Size Sextet, Legs и Yuri-G и орган в Hook). Харви все ещё была под сильным влиянием американского блюза, особенно Хаулина Вулфа.

## Список композиций
Слова и музыка всех песен — Полли Джин Харви, кроме «Highway 61 Revisited», написанной Бобом Диланом.
| №   | Название               | Длительность |
| --- | ---------------------- | ------------ |
| 1.  | «Rid of Me»            | 4:28         |
| 2.  | «Missed»               | 4:25         |
| 3.  | «Legs»                 | 3:40         |
| 4.  | «Rub 'til It Bleeds»   | 5:03         |
| 5.  | «Hook»                 | 3:57         |
| 6.  | «Man-Size Sextet»      | 2:18         |
| 7.  | «Highway 61 Revisited» | 2:57         |
| 8.  | «50ft Queenie»         | 2:23         |
| 9.  | «Yuri-G»               | 3:28         |
| 10. | «Man-Size»             | 3:16         |
| 11. | «Dry»                  | 3:23         |
| 12. | «Me-Jane»              | 2:42         |
| 13. | «Snake»                | 1:36         |
| 14. | «Ecstasy»              | 4:26         |

## Участники записи
PJ Harvey
- Полли Джин Харви — гитара, вокал, скрипка, виолончель, орган
- Стив Воган — бас-гитара
- Роберт Эллис — ударные, перкуссия, вокал

Продакшн
- Стив Альбини — продюсер
- Полли Джин Харви, Марк Вернон, Роберт Эллис — продюсер («Man-Size Sextet»)
- Мария Мокнац — обложка
- Роберт Эллис — струнная аранжировка
- Брендан Эша — направление («Man-Size Sextet»)
- Джон Лодер — мастеринг

## Позиция в хит-парадах
Альбом
| Год  | Хит-парад       | Позиция |
| ---- | --------------- | ------- |
| 1993 | Heatseekers     | 10      |
| 1993 | UK Albums Chart | 3       |
| 1993 | Billboard 200   | 158     |

Синглы
| Год         | Сингл         | Хит-парад        | Позиция |
| ----------- | ------------- | ---------------- | ------- |
| 1993 (май)  | 50 ft Queenie | UK Singles Chart | 27      |
| 1993 (июль) | Man-Size      | UK Singles Chart | 42      |